# Арика и Паринакота
Арика и Паринакота (на испански: Arica y Parinacota) е един от 15-те региона на южноамериканската държава Чили. Регионът е разположен в северната част на страната на Тихия океан. Населението е 226 068 жители (по преброяване от април 2017 г.). Общата му площ – 16 873,30 км². Столицата му е град Арика.